# Shun

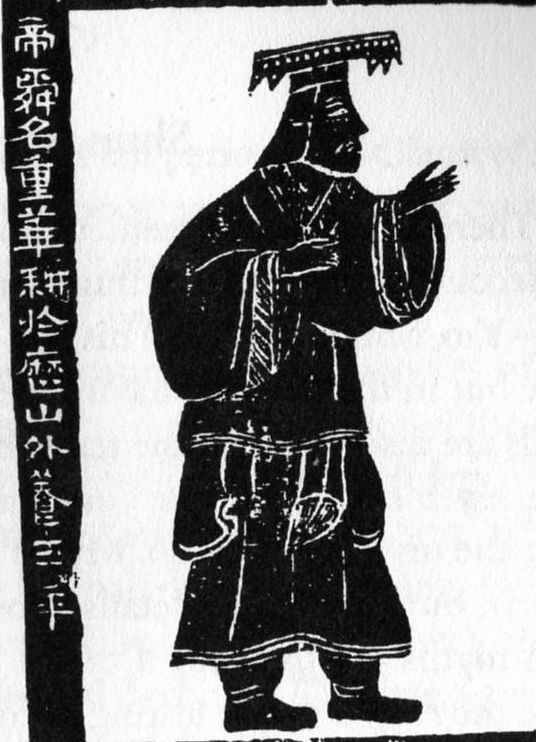
Emperor Shun. Väggmålning från Handynastin.

Shun eller Zhuan Hu (kinesiska: 舜) var en mytologisk kejsare i Kina och en av de fem kejsarna. 
Zhuan Hu sas vara den som införde den stränga distinktionen mellan himmel och jord medan han regerade över de formgivande stadierna av Kinas utveckling. Han lät två av sina underlydande, Chong och Li, administrera de två domänerna.
Hade drakansikte, dubbla pupiller, onaturligt stort gap enligt legenden.